# Liste des tramways protégés aux monuments historiques
Cet article recense les tramways de France classés ou inscrits aux monuments historiques.

## Méthodologie
La liste prend en compte les tramways classés ou inscrits au titre des monuments historiques. La date correspond à l'année de protection, la localisation à leur dernier emplacement connu, ou leur emplacement actuel.

## Liste
| Commune             | Lieu                                   | Désignation | Type                  | Protection | Date de protection | Base Palissy   | Image                      |
| ------------------- | -------------------------------------- | --- | --------------------- | ---------- | ------------------ | -------------- | -------------------------- |
| Marquette-lez-Lille | dépôt de tramways de l'AMITRAM         | Automotrice à voyageurs à voie normale 877 de la Compagnie des Tramways Electriques Lille et sa Banlieue                       | locomotive électrique | Classé     | 1999               | « PM59001741 » | Image manquante Téléverser |
| Marcq-en-Barœul     | dépôt de tramways, ancien dépôt Ilévia | Truck porte-tourets 954 à voie métrique de la Compagnie des Tramways de Roubaix-Tourcoing                                      | tramway               | Classé     | 1999               | « PM59001729 » | Image manquante Téléverser |
| Marcq-en-Barœul     | Ancien dépôt de tramways Ilévia        | Carrosserie métallique d'automotrice à voyageurs.                                                                              | locomotive électrique | Classé     | 1999               | « PM59001725 » | Image manquante Téléverser |
| Marquette-lez-Lille | dépôt de tramways de l'AMITRAM         | Automotrice à voyageurs à voie métrique 420                                                                                    | locomotive électrique | Classé     | 1999               | « PM59001736 » | Image manquante Téléverser |
| Marquette-lez-Lille | dépôt de tramways de l'AMITRAM         | Automotrice à voyageurs à voie métrique 507 (réseau Électrique Lille-Roubaix-Tourcoing).                                       | locomotive électrique | Classé     | 1999               | « PM59001738 » | Image manquante Téléverser |
| Marcq-en-Barœul     | Ancien dépôt de tramways Ilévia        | Tramway Düwag à carrosserie métallique articulé, à voie métrique.                                                              | locomotive électrique | Classé     | 1999               | « PM59001726 » | Image manquante Téléverser |
| Marquette-lez-Lille | dépôt de tramways de l'AMITRAM         | Châssis et truck d'une automotrice à voyageurs à voie métrique des Tramways de Roubaix-Tourcoing A 200 (numéro d'origine A-51) | locomotive électrique | Classé     | 1999               | « PM59001732 » | Image manquante Téléverser |
| Marquette-lez-Lille | dépôt de tramways de l'AMITRAM         | Automotrice à voyageurs à voie métrique en bois tôlé.                                                                          | locomotive électrique | Classé     | 1999               | « PM59001734 » | Image manquante Téléverser |
| Marquette-lez-Lille | dépôt de tramways de l'AMITRAM         | Châssis et truck d'une automotrice à voyageurs à voie métrique (réseau d'origine Tramways de Roubaix-Tourcoing) 307.           | locomotive électrique | Classé     | 1999               | « PM59001733 » | Image manquante Téléverser |
| Marquette-lez-Lille | dépôt de tramways de l'AMITRAM         | Automotrice à voyageurs à voie métrique 211 du réseau Électrique Lille-Roubaix-Tourcoing.                                      | locomotive électrique | Classé     | 1999               | « PM59001737 » | Image manquante Téléverser |
| Marcq-en-Barœul     | Ancien dépôt de tramways Ilévia        | Tracteur-atelier T1 à voie métrique de l'Électrique Lille-Roubaix-Tourcoing.                                                   | locomotive électrique | Classé     | 1999               | « PM59001728 » | Image manquante Téléverser |
| Marcq-en-Barœul     | Ancien dépôt de tramways Ilévia        | Tramway atelier tour-échelle no 912 à voie métrique ; Compagnie des Tramways de Roubaix-Tourcoing                              | locomotive électrique | Classé     | 1999               | « PM59001727 » | Image manquante Téléverser |
| Marquette-lez-Lille | dépôt de tramways de l'AMITRAM         | Automotrice à voyageurs à voie métrique 638 (Électrique Lille-Roubaix-Tourcoing).                                              | locomotive électrique | Classé     | 1999               | « PM59001735 » | Image manquante Téléverser |
| Marquette-lez-Lille | dépôt de tramways de l'AMITRAM         | Automotrice à voyageurs à voie métrique 717.                                                                                   | locomotive électrique | Classé     | 1999               | « PM59001740 » | Image manquante Téléverser |